# Ожье Датчанин
Ожье́ Датча́нин (дат. Holger Danske, нем. Holger, der Däne, англ. Ogier the Dane, фр. Ogier le Danois, лат. Olgerus dux Daniæ), известный также как Ожье́ Арде́ннский — один из героев французских эпических сказаний, в том числе цикла о деяниях Карла Великого, где Ожье представлен как один из мятежных соратников императора. Из-за неверной интерпретации перевода Датчанин с XVI века становится легендарным «основателем датского государства», воспринимаясь как историческое лицо и народный герой Дании. Наиболее известная скульптура короля Хольгера Датского находится в замке Кронборг (Хельсингёр), где — по легенде — великий воитель дремлет и будет спать, пока Дании не будет угрожать «смертельная опасность».

## История Ожье
Упоминание о нём как о соратнике императора и храбром рыцаре встречается во многих балладах и легендах французской литературы средних веков. Согласно им, Ожье Датчанин являлся пэром и вассалом императора Карла Великого, участником походов в Сарагосу (в частности, Ронсевальской битвы), а также паломничества в Константинополь. Описывается также его ссора с императором из-за того, что сын Ожье был убит сыном Карла во время игры в шахматы. По одному из мифов, Датчанин не умер, а был увезен на остров Авалон феей Морганой.
Ожье Датчанин сроду не был трусом. 
Вовеки мир бойца не видел лучше…
 («Песнь о Роланде», CCLVI)
С XVI века Ожье Датчанин, трансформировавшийся в Хольгера, становится популярным героем мифов и легенд Дании. Хольгер Датский трактуется уже как король, защищавший свою страну от врагов. Согласно балладам, именно Хольгер предотвратил вторжение остготского короля Теодориха на земли данов. После того как Ганс Христиан Андерсен написал свою сказку о Хольгере (1845 год), в которой Датчанин участвует в защите Копенгагена от английской эскадры адмирала Нельсона в 1801 году, появилась легенда, что Хольгер спит где-то в подземельях замка Кронборг и будет спать до тех пор, пока Дании не будет угрожать опасность. Распространению легенды способствовала установка в начале XX века в Кронборге скульптуры Ожье Датчанина.

## Ожье в хрониках
Образ Ожье Датчанина (датского королевича Хольгера Данске) исследователи связывают с реальной исторической фигурой — Ауткариусом, франкским вождём, сыном датского короля Готфрида (англ. Godfred или Gudfred, нем. Göttrick, дат. Gøtrik или Gudrød, лат. Godofredus), правившего в период с 804 по 810 годы. Готфрид являлся младшим сыном Зигфрида (англ. Sigfred, дат. Sigurd), правившего в период между 780 и 790 годами. Отец Зигфрида, первый датский король — Ангантюр (англ. Ongendus, дат. Angantyr), правил с 710 года, и упоминания о нём встречаются в датских хрониках Саксона Грамматика — «Деянии Данов» («Gesta Danorum»), XII век.
Имя Ауткариус (Аутхариус) иногда использовали в сокращённой форме: Ауткар или Аутхар (Autcar, Autchar, Autgarius, Auctarius, Otgarius, Oggerius). В некоторых хрониках, в частности Лоббских анналах, имя Аутхар трансформируется через связку Ауткар (Autcar) → Отгар (Otgarius) → Откер → Оггер (Oggerius) в Оггер. А позднее из Огера оно превращается в Ожье.
Согласно этим хроникам Ауткар состоял на службе у Пипина Короткого, а затем и у его сына Карломана, младшего брата Карла Великого. После смерти Карломана в 771 году и захвата его земель Карлом, Ауткар был одним из сопровождающих его вдовы Герберги и сына Пипина ко двору лангобардского короля Дезидерия.
После этого Ауткар-Ожье, как воин, обладающий репутацией храбреца, поступает на службу к Карлу Великому. К этому времени отец Ожье, Готфрид, становится маркграфом Карла в Южной Дании, а в 800 году, после смерти короля Зигфрида, — новым королём Дании. Известно, что в 804 году Готфрид собрал войско и флот в Слиесторпе (так назывался в латиноязычных источниках Хедебю), на границе с Саксонией, намереваясь напасть на франков. Противники вели переговоры, результат которых, впрочем, неизвестен. Так же нет никаких упоминаний о прямом столкновении (активно действовать Готфрид начнёт только ближе к 810 году, напав на земли союзных Карлу ободритов). Возможно, именно на этих переговорах Готфрид оскорбил послов Карла Великого, в результате чего Ожье оказался в темнице Карла.
Иногда Ожье Датчанина связывают с рыцарем Откаром (нем. Oatkar), заложившим строительство монастыря в Тегернзе в 746 (или 765) году, и Ольгером, вождём данов, восстанавливающим монастырь св. Мартина в Кёльне в 778 году.

## Ожье в эпосах
Ожье Датчанин не раз упоминается в песнях о деяниях (дословный перевод chanson de geste), как в цикле о Карле Великом, где Ожье описывается в роли отважного рыцаря и верного соратника, так и в цикле о мятежных баронах, где помимо вышеперечисленного, Ожье ещё и умудряется ссориться с самим императором.

### Песнь о Роланде
В самой знаменитой поэме французского Средневековья — «Песнь о Роланде» — Ожье является храбрым соратником Карла Великого и вместо оставшегося с арьергардом Роланда, ведёт передовые части Карла Великого. А когда, уже после смерти Роланда, Карл созывает войска для мести, Ожье командует двадцатитысячным полком баварцев:

CCXVIII:
В передних двух полках — одни французы.
За ними третий выстроился тут же.
Он весь составлен из баварцев дюжих.
Их ровным счётом двадцать тысяч будет.
В бою они не дрогнут и не струсят.
Так милы сердцу Карла эти люди,
Что лишь французов больше их он любит.
Их вождь — Ожье Датчанин, граф могучий.
Бойцы такие поля не уступят…

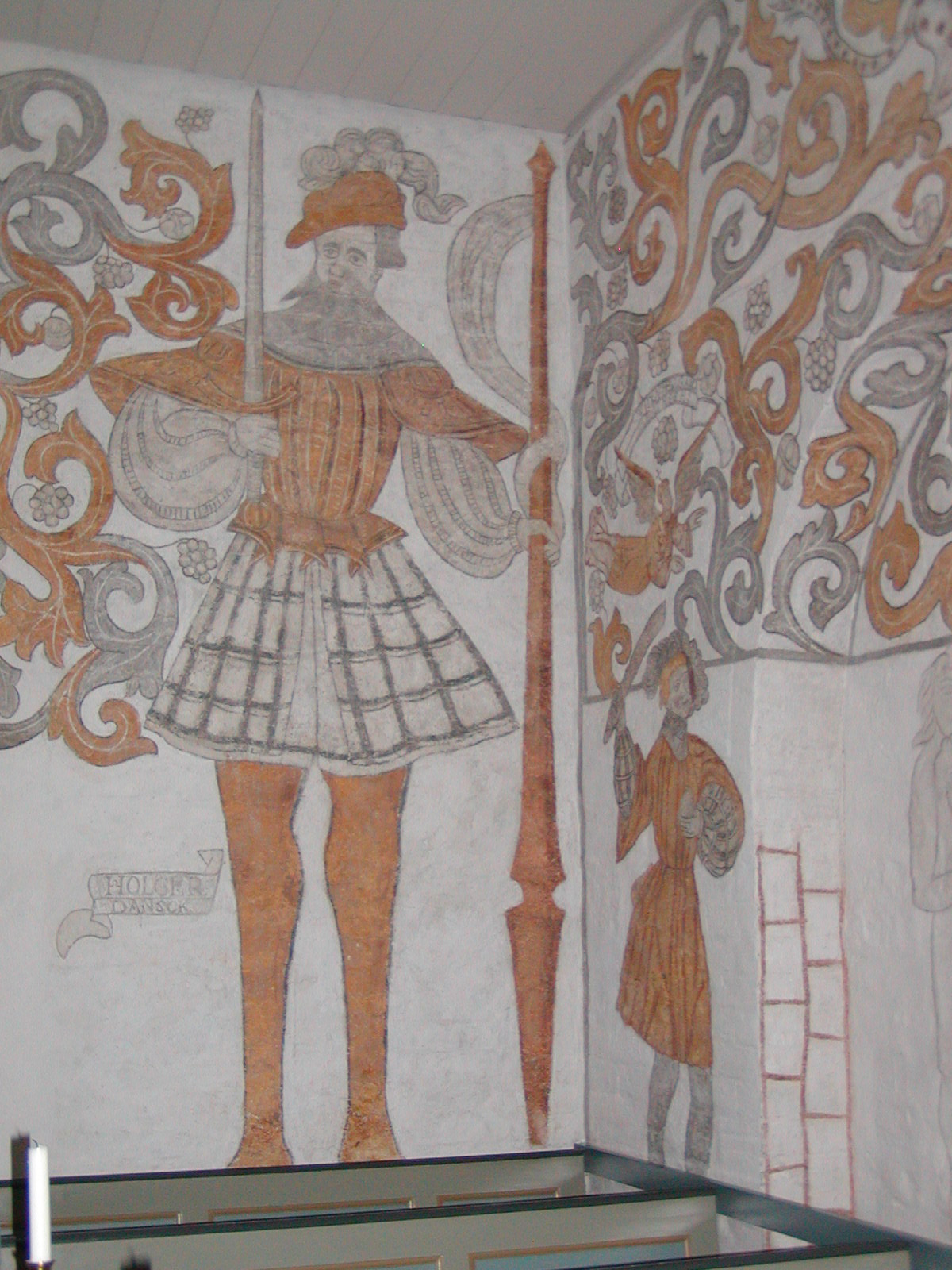
Фреска в церкви Скевинге (Хиллерёд), изображающая королевича Хольгера Данске; предположительно XV век.

Факт возвращения Карла из похода в Испанию, когда на его арьергард в Ронсевальском ущелье Пиренеев напали мятежные баски и погиб префект Бретонской марки (Hruodlandus britannici limitis prefectus) Хруодланд, больше известный как Роланд, подтверждают «Жизнеописание Карла Великого» («Vita Caroli Magni») Эйнхарда (правда, некоторые исследователи считают, что это описание заимствовано из эпоса) и так называемая Сан-Эмилианская запись.
Сан-Эмилианская запись (исп. Nota Emilianense) — это небольшая приписка, сделанная на рукописи X века и датируемая 1054—1076 годами. Впервые Сан-Эмилианская запись была опубликована бенедиктинским монахом Франсиско де Берганца в 1721 года, но данных о ней не сохранилось. Заново опубликована и исследована запись была только в 1953 году испанским учёным Дамасо Алонсо. В настоящее время Сан-Эмилианская запись находится в библиотеке Мадридской академии истории.
Согласно этому тексту, упоминающему Ронсевальскую битву, в свите Карла Великого среди «двенадцати племянников», которых он привёл с собой в поход на Сарагосу, действительно был некий пэр Ожье «Короткий Меч» (в оригинале Oggero spata curta, что было переведено как Ogier «short-sword»).
Согласно «Песне о Роланде», Ожье Датчанин имел два знаменитых меча: Кортану (Куртана, Cortan, Courtain, Kurt) и Саважин (Sauvagine, «Дикая»). Так же Ожье имел пегого коня по имени Бройфор.

### Geste doon de mayence
История Ожье Датчанина описывается и в песнях Geste doon de mayence (одного из условных разделов «Chanson de geste»), так называемой феодальной эпопеи — эпопеи предателей и мятежных баронов, где изображена борьба взбунтовавшихся феодалов против Карла Великого. К данному циклу относятся «Подвиги», «Отрочество» Ожье и песня «Ожье Датчанин».
- Поэма Раймберта Парижского «Подвиги Ожье Датчанина» (фр. La Chevalerie Ogier de Danemarche) датируется началом XIII века и состоит из двух частей (предполагают, что в основе каждой из этих частей лежала самостоятельная более древняя поэма).
В первой рассказывается о героическом отрочестве Ожье. Его отец Готфрид Датчанин оскорбляет императорских послов, и Карл хочет отомстить, убив его сына. Но перед лицом войны с сарацинами Карл откладывает месть и берёт Ожье в заложники. При дворе Карла Ожье влюбляется в юную прекрасную Беатрису, дочку его тюремщика Гимера (от этой связи родился сын Бодуэн). Сопровождая Карла в походе против сарацин, Ожье совершает множество подвигов и в конце концов заслуживает прощение императора. Именно тогда, в одной из битв на реке Тибр, Ожье участвует в поединке с рыцарем сарацин, побеждает его, но попадает в плен. В плену Ожье влюбляется в сарацинскую принцессу Глорианду (от фр. Gloriandre), которая вместе с турнирным противником Ожье, не одобряющим бесчестное пленение Датчанина, сдаётся в плен франкам, чтобы те могли обменять их на Ожье[14].
Во второй части, по возвращении из Италии (поход длился двадцать лет), Ожье обнаруживает своего сына пажом при дворе. Далее происходит инцидент, когда старший сын Карла (Карлетто, Шарло, Шарль) от обиды поражения в игре убивает Бодуэна, проломив ему голову шахматной доской[22][23].

«Бастард, ты весьма заносчив,
Низок и коварен и много мнишь о себе;
Ожье, твой отец, — у моего на службе,
За все золото мира он не сможет отказаться,
Если ему велят отсечь тебе руки и ноги,
Сжечь в огне и утопить в болоте».
Схватив обеими руками шахматную доску,
Он ударил Бодуина в лоб;
Голова раскололась, и мозг выпал;
Мёртвым тот упал на мрамор от удара
 (Перевод Некрасовой М. Ю.).

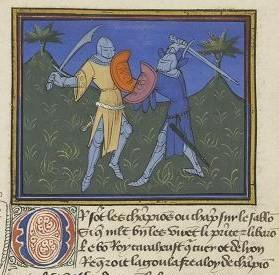
Битва Ожье с рыцарем сарацин на Тибре, иллюстрация 1405 года.

Ожье требует справедливости, но Карл отказывается совершить правосудие. Изгнанный из Лана (столицы императора), Ожье находит приют у короля Лангобардии Дезидерия (Дидье). Карл собирает войско, переходит через Альпы и начинает опустошать Лангобардское королевство. Ожье оказывает воинству франков героическое сопротивление, от его руки находят смерть многие славные рыцари (в том числе Ами и Амиль). Но силы неравны, отряд Ожье терпит поражение и бежит. Начинается пора скитаний. Отовсюду изгнанный, постоянно преследуемый, Ожье кочует по опустевшей Тоскане, ночует в лесу на голой земле, питается чем придётся. И он жестоко мстит, убивая каждого встреченного им франка. Обессиливший и загнанный, он попадает в руки Карла, который заточает его в Реймсе. От голодной смерти заточённого в тюрьме Порт-де-Марс (фр. Porte de Mars) Ожье спасает архиепископ Турпин.
Весть о заточении Датчанина доходит до сарацин, и те решаются вторгнуться во Францию. Карл, зная, что остановить их сможет только Ожье, прощает отступника. Датчанин, все ещё переполненный ненавистью, требует смерти Шарло, но ангел божий не даёт ему убить сына императора. Возглавив франкское войско, Ожье одерживает решительную победу. Наступает примирение с Карлом. Одарённый землями и замками, Ожье женится на некоей английской принцессе и кончает свои дни в покое и умиротворении.
- Поэма «Отрочество Ожье» (фр. Enfances Ogier), датируемая концом XIII века, является куртуазной переработкой первой части предыдущей песни. Авторство приписывается труверу Адене ле Руа. В этом изложении было добавлено множество эпизодов о подвигах Ожье в Италии.
- Песнь «Ogier le Danois» повествует о событиях конца VIII века, в том числе упоминается исторический факт, согласно которому Ожье сопровождал вдову Карломана к Дезидерию в Верону (771—774 годы). В этой поэме, после победы над сарацинами, Ожье не женится на английской принцессе, а решает посвятить себя Богу. Вместе со своим соратником-оруженосцем Бенедиктом (фр. Benedict) Датчанин пускается в паломничество. Странствуя из монастыря в монастырь, он пытается найти место, в котором было бы достаточно благочестия. Гравюра несохранившейся до наших дней гробницы Ожье Датчанина в церкви св. Фарона, Мо.

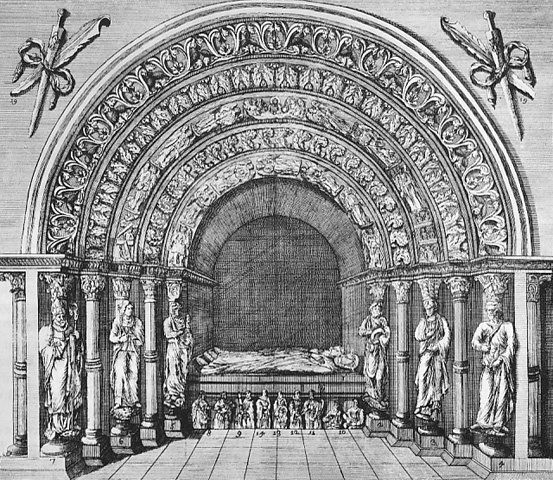
Гравюра несохранившейся до наших дней гробницы Ожье Датчанина в церкви св. Фарона, Мо.

В основу такого финала легла монастырская легенда, сочинённая монахами Сен-Фаронского аббатства в Мо в конце IX века. Согласно ей, прославленный рыцарь Откер (или Аутхарий) после многих досточтимых свершений удалился в их обитель, где и окончил свою земную жизнь. До наших дней сохранилась так же гравюра гробницы Ожье в аббатстве св. Фарона (сама церковь не сохранилась, так как была уничтожена во время Французской революции). Согласно этой гравюре, Ожье и Бенедикт в монашеских одеждах лежат вместе на одном саркофаге. На лицевой панели изображены монахи, встретившие странствующих рыцарей в аббатстве (один держит ножницы, чтобы совершить постриг, другой монашеские ризы, третий перо, чтобы вписать их в реестр). По обеим сторонам саркофага, словно почётный караул, представлены скульптуры соратников Ожье: (слева-направо) архиепископ Турпин, жена Карла — Хильдегарда из Винцгау, сам Карли Оливье, его сестра и Роланд

### Geste du roi
В этом разделе «Chanson de geste», воспевающем деяния и подвиги Карла Великого, Ожье Датчанин выступает как соратник и верный подданный императора.
В песне «Паломничество Карла Великого» (старофр. Pèlerinage de Charlemagne à Jérusalem et à Constantinople — в пер. «Хождение Карла Великого в Иерусалим и Константинополь») Ожье Датчанин в числе двенадцати соратников императора отправляется в Константинополь меряться силой с византийским императором Гугоном. Накануне состязания франки выдумывают себе различные подвиги, свершив которые они смогут посрамить византийского императора. Позднее это приключение было обыграно Анатолем Франсом в сборнике «Рассказы Жака Турнеброша».
В «Деяних Карла Великого» (лат. Gesta Caroli Magni) Ноткера Заики, описывающих более ранние события, Ожье вначале выступает против Карла на стороне лангобардского короля Дезидерия. Но победивший Карл, впечатлившись храбростью Датчанина в бою, впоследствии прощает его.

## Развитие легенды
Упоминание об Ожье встречается в латинских «Хрониках псевдо-Турпена», в основе которых лежит легенда о Роланде.
Весьма популярным стал эпизод из легенды о смерти сына Ожье во время игры в шахматы, указывающий на «опасность этой игры». Так Марион Мелвиль (англ. Melville Marion) в своей «Истории Ордена Тамплиеров» (англ. La Vie des Templiers) упоминает, что именно из-за этой легенды шахматы были запрещены Уставом Тамплиеров.
Иногда в «шахматной ссоре» зачинщики меняются местами. Например, Д. Харитонович, в комментариях к «Осени Средневековья» Йохана Хёйзинги, пишет, что распря между Карлом Великим и Ожье началась из-за того, что именно внебрачный сын Ожье — Карл, ударил сына Карла Великого — Пипина, поссорившись с ним за игрой в шахматы. Возможно, здесь отразился сюжет поэмы «Рено де Монтобан», в которой герой, выиграв партию у сына Карла Бертоле, получает от последнего оскорбление и в ярости убивает принца.
Образ Ожье также олицетворяли с искусным любовником. Находясь при императорском дворе, отважный рыцарь должен был пользоваться популярностью среди придворных дам. Так, французский поэт Франсуа Вийон в своих балладах и поэмах не раз косвенно указывает на неутомимость Датчанина в галантных похождениях («Баллада-поучение беспутным малым», «Большое завещание»).

CLIV:
Получит метр Ломе засим
Бесценный дар от доброй феи
И станет, обладая им,
Ожье Датчанина славнее,
Затем что тешить, не слабея,
Раз до ста за ночь сможет он
Волшебной палочкой своею
К нему пристрастных дев и жён…
По одному из заимствованных из английских легенд старофранцузскому преданию Ожье Датчанин, будучи уже столетним старцем, женился на фее Моргане, которая вернула ему молодость, но заточила его на Авалоне (так называемая французская версия легенды из артуровского цикла о Моргане и Мерлине). Двести лет Ожье пробыл в её замке забвения, а затем, сбежав, снова вернулся ко двору. Однако во Франции у власти уже находится другая династия — Капетинги, на престоле сидит король Филипп I. Но и тогда Ожье своей храбростью вновь завоёвывает уважение при дворе. По некоторым версиям, он покинул Авалон с горящей головнёй, от которой зависела продолжительность его жизни (как в случае с аргонавтом Мелеагром).
По другим преданиям, здесь идёт прямое указание на один из традиционных мотивов европейских легенд — о Спящем рыцаре, так называемом Короле под горой. Согласно этой версии, Ожье Датчанин, потерпев кораблекрушение, попал под чары феи Морганы, надевшей на него волшебный венок. В результате Ожье около двухсот лет провёл с ней на Авалоне и вернулся в реальный мир, только когда чары пропали (венок случайно упал с его головы). Императором вместо Карла уже является Гуго Капет, но королевству до сих пор угрожают сарацины. Ожье начинает совершать новые подвиги, но ровно до тех пор, пока Моргана снова не завлекает его на Авалон. По этой легенде, Ожье Датчанин покинет Авалон тогда, когда Франции будет угрожать опасность.
Согласно некоторым вариациям этой легенды, Ожье Датчанин подружился на Авалоне с Королём Артуром. Поэтому, когда наступит час и Артур вернётся в Британию, Датчанин последует за ним и займёт достойное место рядом с ним за Круглым Столом.

### Эпоха Возрождения
Нередко образ Ожье встречается и в эпоху Возрождения, пришедшей на смену средним векам. Так упоминание о пэре Ожье Датчанине встречается в родословной Пантагрюэля в романе Франсуа Рабле «Гаргантюа и Пантагрюэль». Там Датчанин упомянут как победитель Брюйе, сына Брюланта Монмирейского и прапрапрапрадеда великого Гаргантюа́.
После перевода Кристьерном Педерсеном (дат. Christiern Pedersen, ок. 1480—1554), основоположником датского литературного языка, народных книг о Карле Магнусе и Ожье Датчанине (издана в 1532 году) на датский, Хольгер Данске (так был интерпретирован французский Ожье Датчанин) стал восприниматься как историческое лицо и датский национальный герой.

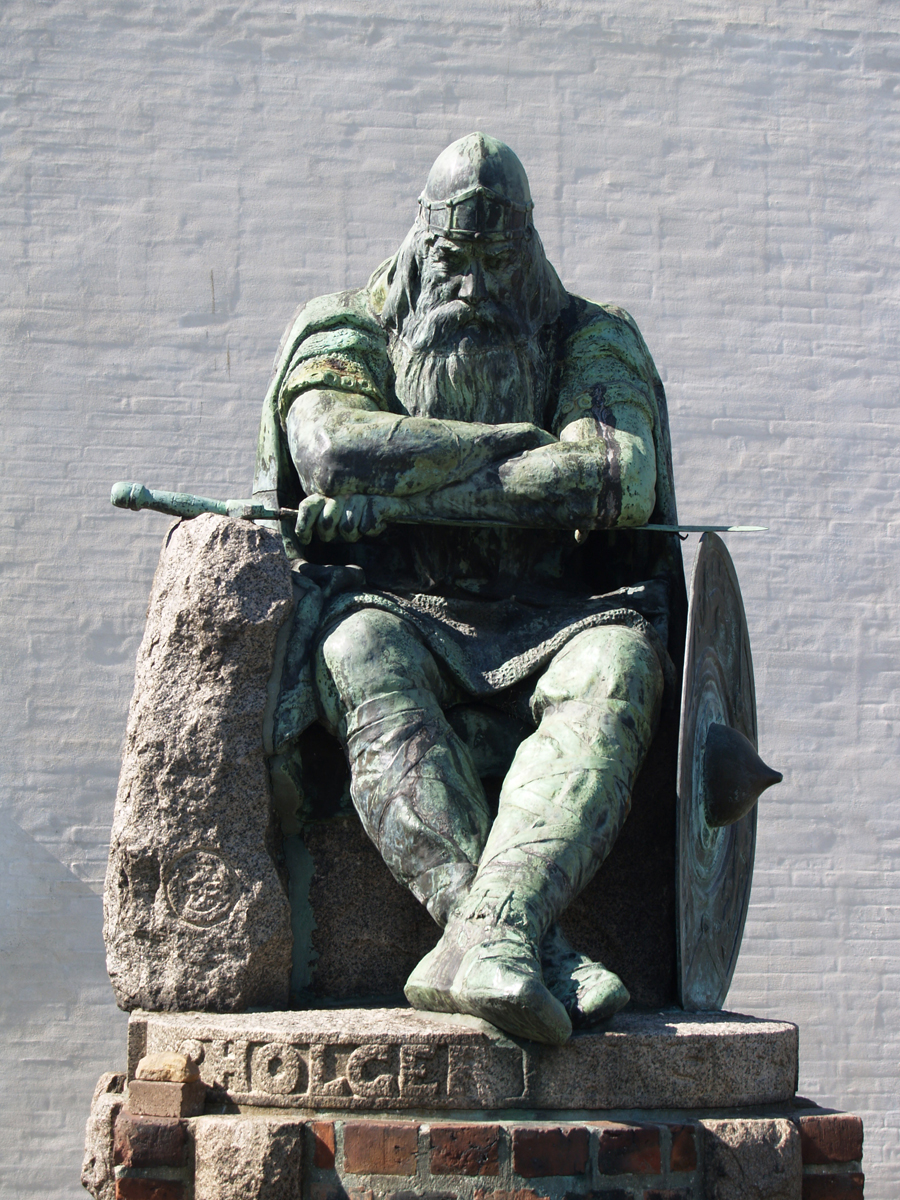
Бронзовая статуя Хольгера, отель Marienlyst в Хельсингёре, 1907 год.

В легендах и балладах Хольгер Датский уже трактуется как король, защищавший свою страну от врагов (например, баллада XV века о борьбе Хольгера с великаном Дидриком, в которой речь идёт о вторжении остготского короля Теодориха).

### Национальный герой Дании
После этого образ Хольгера неоднократно возникает в произведениях датской культуры. К ним можно отнести оперу «Хольгер Данске» Ф. Кунцена 1789 года, «одно из первых датских произведений, выражающих черты национального стиля». В 1818 году писатель Юса Маттиас Тиле выпустил сборник «Датские народные предания», где упоминался Хольгер как защитник датской державы. Датский писатель и поэт Ингеман (дат. Ingemann) Бернхард Северин в 1837 году написал цикл романсов «Хольгер-Датчанин».
Ганс Христиан Андерсен в 1845 году написал сказку для детей — «Хольгер-Датчанин», согласно которой «легендарный основатель датского государства» — король Хольгер Данске — спит в подземелье древнего замка Кронборг. «Во сне он видит всё, что происходит на его родине, и будет он спокойно спать до тех пор, пока Дании не будет угрожать смертельная опасность». Именно благодаря тому, что Хольгер проснулся, в апреле 1801 года датчанам удалось отбиться от английской эскадры адмирала Горацио Нельсона, угрожавшей нападением на Копенгаген.
Во всех датских интерпретациях «Песни о Роланде» (данный эпос был весьма популярен в Европе на протяжении нескольких веков) Ожье Датчанин из второстепенных героев выдвигается на первый план.
В Дании именем Хольгера был назван молодёжный информационный журнал «Holger Danske», выходивший с 1909 по 1914 годы.
Во время Второй мировой войны в честь национального героя была названа одна из групп датского подполья (дат. Modstandsbevægelsen). Отряд сопротивления «Хольгер Данске» (Holger Danske) был создан в 1942 году в Копенгагене из ветеранов-добровольцев, воевавших в Зимней войне на стороне Финляндии. В годы оккупации группа провела более 100 успешных диверсий, и к концу войны в её составе насчитывалось более 350 бойцов.
Именем «Holger Danske» назывались корабли:
- колёсный пароход, служивший в составе ВМС с 1849 по 1873 годы;
- бывший фрегат класса 151 Королевских ВМС Великобритании «Monnow» (K441), построенный во время Второй мировой войны, был продан Дании в октябре 1945 года, где был переименован в HDMS «Holger Danske» (F338) и служил в составе Датских ВМС до 1960 года[44][45];
- куттер береговой охраны MHV-92 «Holger Danske», вступивший в состав Датских ВМС в 1975 году, находится в строю и по сей день[46].

Также «Holger Danske» была названа серия экспортированных истребителей F-16 АМ серии «Блок 5» (бывшие FMS 78-0180, ныне известные как E-180). Входят в состав 727 эскадрильи Королевских ВВС Дании.
Популярностью пользуется и названный в честь Хольгера трубочный табак, который производит немецкая мануфактура «Планта» (нем. Planta Tabak-Manufaktur), основанная в 1956 году Манфредом Оберманном (нем. Manfred Obermann) в Шпандау (Берлин). Трубочные смеси «Holger Danske» производятся по технологии и лицензии датской компании Preben Hansen Tabaksfabrik Bred Denmark.

## Ожье Датчанин в литературе
- Образ Хольгера Датчанина фигурирует в одноимённой сказке Ганса Христиана Андерсена «Хольгер-Датчанин».

Образ Ожье Датчанина нередко появляется и у современных авторов.
- Поэт-прерафаэлит Уильям Моррис посвятил ему объемное произведение Ogier the Dane.
- Пол Андерсон использовал образ Ожье (Огера) Датчанина в качестве главного героя одного из первых произведений жанра героической фантастики — романа «Три сердца и три льва», 1953 года[50]. Хольгер, герой романа «Три сердца и три льва», упоминается Андерсоном и в романе «Буря в летнюю ночь»[51] 1974 года[52].
- Анджей Сапковский, эссе «Мир короля Артура», 1995. Описывает вариант возможной встречи заключённых на Авалоне Ожье и короля Артура. Там же Сапковский делает значительную ремарку, что Ожье по происхождению не был датчанином, а такое происхождение ему было приписано при неверном переводе De Denemarche, вполне возможно, означающем в действительности de les Marches (в пер. с пограничья).
- Далия Мееровна Трускиновская упоминает его в рассказе «Рог Роланда», где описывается суд над предателем Гвенелоном (вариация на тему легенды о Роланде).

## Ожье Датчанин в искусстве
К наиболее ранним изображениям Хольгера Датского относится уникальное изображение в церкви Скевинге (Хиллерёд). Предположительно, церковь была построена в XII веке, впоследствии в постройку вносились изменения (в 1614 году была пристроена колокольня). Фрески, в том числе и изображение Хольгера, были обнаружены под слоем штукатурки в 1889 году в ходе реставрационных работ.
В XIV веке, с появлением в средневековой Франции игральных карт, популярностью стала пользоваться так называемая французская колода. Предположительно развилась она из немецкой 32-карточной колоды путём упрощения. «Картинки» (или фигуры, онёры, от фр. honneur — честь) связывались с теми или иными историческими или легендарными персонажами. Так валет пик назывался «Hogier» и обозначал Ожье Датчанина.
В 1907 году отель «Мариенлюст» (дат. Hotel Marienlyst) в Хельсингёре заказал две бронзовые скульптуры Хольгера Датского, планируя выставить их слева и справа от центрального входа в отель. Заказ был выполнен скульптором Гансом Педерсоном (дат. Hans Pedersen-Dan). Созданная им гипсовая пресс-форма для правой статуи была установлена в подвале замка Кронборг и стала гораздо более известной, нежели оригинал. В 1985 году из-за разрушающего воздействия влаги гипсовая скульптура была заменена на копию из бетона.